# Plom de Larzac
El Plom de Larzac és una tauleta de maledicció escrita en gal sobre plom trobada el 1983 a la comuna de L'Espitalet de Larzac, al departament d'Avairon d'Occitània. Actualment es conserva en el museu de Millau. Conté una de les inscripcions més importants en idioma gal.
La inscripció està escrita en cursiva romana en una tauleta de plom preservada en dos fragments, datada del voltant de l'any 100. És el text gal més llarg conservat fins ara, de més de 1.000 lletres o unes 160 paraules (hi manca un nombre desconegut de línies al final del text). Aquesta tauleta de maledicció aparegué en una tomba de la necròpoli de La Vaissièra, al nord del poble de L'Espitalet de Larzac, a prop de l'antiga calçada romana de Condatomagus (Amiliavum, Millau) a Lodeva, que creuava en aquesta època la frontera entre la Gàl·lia Aquitània i la Gàl·lia Narbonesa.
El text no es pot pas traduir amb certesa, però és clar que conté una maledicció màgica llançada en el "món de les dones", segurament per un grup de dones o bruixes contra un grup rival. La col·locació de la tauleta de maledicció en una tomba no és estrany en el món grecoromà; la tomba era considerada una porta d'entrada per mitjà de la qual la maledicció arribaria a les deïtats infernals encarregades que s'executàs. La fragmentació de la tauleta pot ser intencionada, com a part de l'"enterrament" ritual de la maledicció per a enviar-la de camí a l'inframon. La màgia invocada és maliciosa, ben testificada en altres parts del món celta, en concret la mitologia irlandesa. Van existir germanors de bruixes en l'antiga Gàl·lia esmentades per etnògrafs de l'antiguitat: Pomponi Mela (III, 6, 48) registra un col·legi de nou sacerdotesses capaces d'invocar tempestes i adoptar forma animal entre els osismes, i Estrabó (IV, 4, 6) reporta un convent de dones samnites posseïdes per Dionís en una illa de l'estuari del Loira.
Tant el context de la tauleta de maledicció com els noms de les dones enumerades com a objectes de la maledicció reflecteixen la cultura gal·loromana dels gals ocupats a finals del segle I. El nom de Severa Tertionicna, la "bruixa principal" objecte de la maledicció, és un cognomen romà Severa i un patronímic que combina el cognomen romà Terti amb el sufix -ikno- gal.
El descobriment del text ha servit per a augmentar el coneixement de la gramàtica gal·la, perquè és una de les poques inscripcions que conté oracions completament formades amb formes verbals finites, i perquè, a causa de la seua naturalesa "femenina", conté moltes formes de la primera declinació (a-) que no havien estat documentades abans. També és important pel vocabulari bàsic, ja que, entre altres raons, és l'única font de la paraula gal·la per a 'filla', duχtir, i també evidencia certes evolucions fonològiques del gal.

## Interpretació i autoria
La inscripció és feta a dues mans, etiquetades com a M i N (N n'és la posterior, que va esborrar parts del text primer). El text de N es conserva complet, en les sis primeres línies del costat b del segon fragment; i parts del text primigeni de M s'han perdut. Robert Marichal considera M una escriba "habitual", potser fins i tot professional, mentre que la cal·ligrafia de N és inexperta i detallista.
El text conté una maledicció contra Severa Tertionicna i un grup de dones, segurament seguidores seues. Adgagsona sembla ser el nom de la dea principal invocada per a la maledicció. S'han conservat un total d'onze o dotze noms de dones que serien maleïdes al costat de Severa Tertionicna; la majoria en contenen el nom de pila més una especificació d'una relació, com ara per un dels pares ("filla de") o dels fills ("mare de"), o com a "dona" (de significat poc clar, aparentment "senyora de", però Lambert va suggerir "dida de" i Lejeune "hereva de"). La llista de noms és:
1. Bano [na] Flatucias
2. Paulla dona Potiti [us]
3. Aia duχtir Adiegias
4. Potita, m[atir] Paullias
5. Seuera du[χtir] Valentos do(n)a Paulli[us]
6. Adiega matir Aiias
7. Potita dona Primius [... ] Abesias
[8. Eiotinios? ]
9. Ruficna Casta dóna [Ba]nonus
10. Diligentim Vlationicnom
11. Aucitioni(m) materem Potiti
12. Vlatucia mat[anar] Banonias
Algunes dones de la llista semblen relacionades entre si; segons Lejeune això no significa necessàriament que siguen mares i filles, sinó que la tauleta podria revelar l'estructura de l'organització de les bruixes, en què una persona major iniciaria una novícia més jove i les dues se'n considerarien "mare" i "filla". Orel (Studia Celtica 31, 1997) assenyalà que dona sempre va seguida d'un nom propi en -ius, mentre que matir i duχtir van seguides de formes en -ias, això és, genitiu singular) i això indica que -ius pot representar el cas de plural instrumental (< -ōis), per a clans o famílies en lloc d'individus. D'acord amb això, Orel distingeix cinc d'aquests "clans" (màgics) de la llista:
A: Rufena Casta (9); filla Banona (1) i mare Flatucia (12)
B: Filla Aia (3) i mare Adiega (6)
C: Severa (5); filla Paulla (2), mare Potita (4) i la mare de la mare Abesa
D: filla Severa (5), mare Valenta
E: Potita (7); Prima

## Text complet
Text de la inscripció segons Robert Marichal, editat per M. Lejeune et al. (1985):
1a
inside se bnanom bricto[m i- / -n eainom anuana sanander [
na brictom uidlaias uidlu[ / tigontias so adsagsona seue[rim
tertionicnim lidssatim liciatim / eianom uoduiuoderce lunget
..utonid ponc nitixsintor si[es / duscelinatia ineianon anuan[a
esi andernados brictom bano[na / flatucias paulla dona politi[us
iaia duxtir ediagias poti[ta m- / -atir paullias seuera du[xtir
ualentos dona paullius / adiega matir aiias
potita dona prim[ius / abesias
1b
etic eiotinios co et[ic / rufina casta dona[
nonus coetic diligentir soc[ / ulationicnom aucitionim[
aterem potiti ulatucia mat[ / banonias ne incitas biontutu [ue
seuerim licinaue tertioni[cnim / eiabi tiopritom biietutu semit[
retet seuera tertionicna / ne incitas biontutus ... du[
anatia nepi anda.. / ]incors onda...[
]donicon[ / ]incarata
2a
]a senit conectos[ / ]onda bocca nene.[
]rionti onda boca ne[ / .on barnaunom ponc nit-
issintor sies eianepian / digs ne lisantim ne licia-
tim ne rodatim biont- / utu semnanom sagitiont-
ias seuerim lissatim licia- / tim anandognam acolut[
utanit andognam[ / da bocca[ / diom...[ ne[
2b
aia […] cicena[ / nitianncobueðliðat[
iasuolsonponne / antumnos nepon
nesliciata neosuode / neiauodercos nepon
su biiontutu semn- / anom adsaxs nadoc[
suet petidsiont sies / peti sagitiontias seu-
[er]im tertio lissatim[ / ..]s anandogna [...
...]ictontias.[